# خد

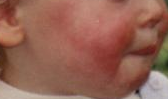
خد

الخَد أو الوَجَنَة هي المنطقة الموجودة تحت العينين من الأذن اليمنى إلى الأذن اليسرى. وهي منطقة لينة يسهل إحساس عظمة الخَدّ عند الضغط عليها ويغذيها العصب الشدق. تسمى المنطقة الواقعة بين الجزء الداخلي من الخد والأسنان واللثة الدهليز أو الجراب الشدقي أو التجويف الشدقي وتشكل جزءًا من الفم. أما عند الطيور والحشرات فيُسمَّى المَحْسَر أو المَحْسِر. أما في الحيوانات الأخرى فيمكن أيضًا الإشارة إلى الخدين باسم الفكّ.

## البُنْيَة
يتكون الخدّان عند الإنسان من اللحم ، يمتدّ الجلد من الذقن والفكين، ويشكل الجدار الجانبي للفم البشري، ويلامس بشكل واضح عظم الوجنة تحت العين. الجزء الداخلي من الخد مبطن بغشاء مخاطي (الغشاء المخاطي الشدق، جزء من الغشاء المخاطي للفم).

## الوظيفة
بالإضافة إلى أن الطبقة السطحية للخدين هي الجلد، ويعد الجلد خط الدفاع الأول في جسم الإنسان، وكجزء من الجهاز المناعي يحتوي الخدين على شعر يساعد في الحفاظ على التوازن، بالإضافة إلى غدد توفر دفاعًا مضادًا للميكروبات، كما تحتوي المنطقة الجانبية للخد على الغدة النكفية التي تساهم في امتلاء الخد، وتفرز إنزيمات الهضم في التجويف الفموي للمساعدة في عملية الهضم، ويوجد في منطقة الخدين أيضًا العديد من العضلات، وتعد العضلة الماضغة هي الأكبر، حيث تساهم في الامتلاء الجانبي للخد، ووظيفته الأساسية هي المضغ، وتسمح تركيبة الخدين بالمشاركة في الأكل والتحدّث وتعبير الوجه، إذ تنتج تعابير الوجه المختلفة عن تقلصات العضلات والتغيرات في تدفق الدم والتي تظهر جسديًا من خلال الخدين، أمّا أثناء مرحلة الهضم الميكانيكي يساعد الخد في الحفاظ على الطعام في الفم بحيث يمكن مضغه وبلعه، وتفرز خلايا الغد بشكل مستمر الميوسين، وهو العنصر الرئيس للمخاط، إذ يعمل الميوسين مع الغدد اللعابية بالحفاظ عللى بيئة رطبة في تجويف الفم، حيث يجب الحفاظ على محتوى رطوبة كاف بشكل مستمر من أجل مساعدة الإنزيمات في تليين الطعام، وتسهيل البلع، وبالتالي بدء عملية الهضم، وعلى الرغم من بساطة خلايا الخد إلّا أنها تحتوي على التركيب الجيني للجسم بأكمله، وبالتالي غالبًا ما يتم استخدامها في دراسة بصمات الحمض النووي، وكذلك اختبارات الأبوّة عن طريق أخذ مسحة بسيطة ودراستها تحت المجهر، وقد وجد مجموعة من الباحثين الأستراليين استخدامًا آخر لخلايا الوجنة البشرية، فقد ابتكروا اختبارًا يستخدم خلايا الخد لقياس ميل الفرد لارتفاع ضغط الدم .

## أمراض الخدين
يعد الخدّان من أجزاء الجسم التي تراها بمجرد النظر إلى الشخص، ومن الممكن أن يتم تقييم درجة حرارة الشخص من خلالهما، وتظهر الآفات الجلدية على الخدين على شكل بثور، ورؤوس بيضاء، ورؤوس سوداء، وغالبًا ما يتأثر الخدان بحب الشباب، وبما أنّ الوجه يكون عرضةً للتعرض لأشعة الشمس وتلف الجلد فإن الخدين سوف يصبحان منطقة شائعة للإصابة بأمراض الجلد، وفيما يأتي بعض الأمراض التي تصيب منطقة الخدين ومنها:
الحمامى العدوائية : يُعرف أيضًا باسم المرض الخامس، أو متلازمة الخد المصفوع.
السرطان الوجني : يُعرف باسم سرطان الغشاء المخاطي الشدق.
تورّم الخدين : يظهر التورم بشكل عام على شكل تضخم للمنطقة المصابة به، ويحدث غالبًا بسسب وجود التهاب، أو بسبب تراكم السوائل.

## هل يمكن البقاء بلا الخدين
يمكن إزالة جزء من الخد بسبب الإصابة بسرطان الفم أو سرطان الغشاء المخاطي الشدق، ولكن بالطبع لا يمكن العيش بدون الخد إذ يلجأ الأطباء عادةً عند علاج سرطان الفم من خلال الجراحة إلى القيام بجراحة أخرى لإعادة بناء الفم، حيث يوصي الجراح بإجراء جراحة ترميمية لإعادة بناء الفم للمساعدة على استعادة القدرة على التحدث وتناول الطعام، أمّا في حالة سرطان الخد الداخلي تتم إزالة الأورام الصغيرة من داخل الخد، ويحدّد حجم الورم حجم الشق الذي سيقوم الجرّاح بعمله داخل الخد، فإذا كان الورم صغيرًا فلن يحتاج الجراح لعمل شق وفي هذه الحالة يتم المحافظة عللى الجلد، أمّا إذا كان الورم كبيرًا، قد تكون هناك حاجة لإعادة بناء الخد وذلك باستخدام سديلة من الجلد، والتي تؤخذ عادةً من الساعد.